# تپه صفوان
تپه صفوان (به عربی: سنام) یک کوه در عراق است که در Basra Governorate, southern Iraq واقع شده‌است. تپه صفوان ۱۳۴٫۱۱ متر بالاتر از سطح دریا واقع شده‌است.